# Lennart Meri
Lennart-Georg Meri (Tallinn, 29 maart 1929 – aldaar, 14 maart 2006) was een Estisch schrijver, filmregisseur en politicus; in deze laatste hoedanigheid was hij van 1992 tot 2001 president van Estland.

## Biografie
Hij werd geboren als zoon van de diplomaat en latere Shakespeare-vertaler Georg Meri. Zijn jeugd bracht hij grotendeels in het buitenland door. Hij bezocht onder meer het Lycée Janson de Sailly in Parijs. Tijdens de Sovjet-inval in 1940 bevond de familie zich in Estland en in 1941 werden de Meri's naar Siberië gedeporteerd. Op voorspraak van zijn neef Arnold Meri, in die tijd hoofd van de Estse komsomol en Held van de Sovjet-Unie, mochten de Meri's echter nog gedurende het Stalin-bewind naar Estland terugkeren. De meeste gedeporteerde Esten mochten pas na de destalinisatie van 1956 terugkeren.
Zijn studie geschiedenis aan de universiteit van Tartu voltooide hij in 1953 cum laude. Hij mocht niet als historicus werken en vond emplooi als dramaturg bij het Vanemuine-theater in dezelfde plaats (1953-1955) en vervolgens als redacteur van hoorspelen bij de Estische radio (1955-1961). Vervolgens werkte hij als scenarioschrijver en producent bij Tallinnfilm. Zijn eerste boek verscheen in 1958 en was een weergave van een reis naar Centraal-Azië. Hij zou nog verschillende moeilijk bereikbare delen van de Sovjet-Unie bezoeken. In het bijzonder was hij geïnteresseerd in de volken die een met het Estisch verwante Finoegrische taal spreken. Zijn bekendste boek heet 'Zilverwit' (Hõbevalge) en verscheen in 1976. In dit boek mengt Meri wetenschappelijke inzichten met verbeelding over de geschiedenis van de Esten en hun verwanten.
Als cineast had hij internationaal succes met de documentaire 'Winden van de Melkweg' (Lennutee tuuled, 1978) die in de Sovjet-Unie verboden werd, maar op het Filmfestival van New York een zilveren medaille won.
Meri was ook vertaler, onder meer van beroemde schrijvers als Erich Maria Remarque, Graham Greene en Aleksandr Solzjenitsyn.
In 1963 sloot Meri zich aan bij de Estische schrijversbond (Eesti Kirjanike Liit), waarvoor hij de buitenlandse betrekkingen verzorgde. Hij was in 1989 de oprichter van het Estisch Instituut (Eesti Instituut), de Estische tegenhanger van de British Council en soortgelijke organisaties.
Meri had een leidende functie in het Volksfront (Rahvarinne), dat tijdens de Zingende Revolutie streefde naar grotere autonomie voor Estland. Van 1990 tot 1992 was hij minister van Buitenlandse Zaken van Estland, waarvan de herstelde onafhankelijkheid pas in 1991 internationaal werd erkend. In 1992 werd hij ambassadeur van Estland in Finland. Later dat jaar koos het Estische parlement, de Riigikogu, hem tot de eerste president van Estland na het Sovjet-tijdperk. Hij steunde vooral op de anti-communistische alliantie Pro-Patria (Isamaaliit). In 1996 werd hij herkozen en in 2001 opgevolgd door Arnold Rüütel.

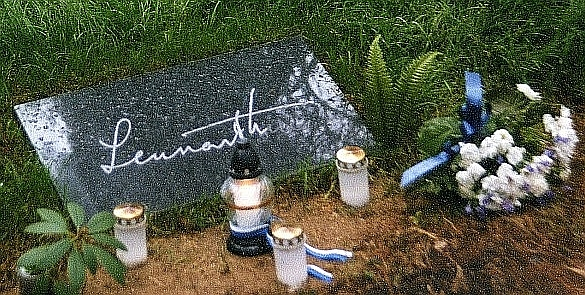
Graf van Lennart Meri

Hij bekleedde eredoctoraten van de universiteiten van Helsinki en Rovaniemi. In 1996 ontving hij de Europese Coudenhove-Kalergiprijs. De Liberale Internationale kende hem in 1999 zijn Prijs voor de Vrijheid toe.
Lennart Meri overleed op bijna 77-jarige leeftijd in het Magdaleenaziekenhuis in Tallinn aan de gevolgen van kanker.
In 2009 werd de luchthaven van Tallinn herdoopt in Luchthaven Tallinn Lennart Meri.

## Onderscheidingen
In 2004 ontving hij de Four Freedoms Award voor vrijheid van meningsuiting.